# Parafia Najświętszego Serca Pana Jezusa w Krakowie (Wzgórza Krzesławickie)
Parafia Najświętszego Serca Pana Jezusa w Krakowie – parafia rzymskokatolicka należąca do dekanatu Kraków-Bieńczyce archidiecezji krakowskiej w Luboczy przy ulicy Niewielkiej.

## Historia parafii
Została utworzona w 1985. Kościół parafialny poświęcony w 1930 i przebudowany w latach 80. XX wieku.

## Proboszczowie
- ks. dr Krzysztof Biros [2]

## Zasięg parafii
Ulice: Burzowa, Darwina, Grzegorza z Sanoka, Lubocka, Łazowa, Łuczanowicka, Marglowa, Rowida, Stefczyka, Studzienna, Pomykany, Niewielka